# Paul Robeson

Paul Robeson (Fotografie von Gordon Parks, Juni 1942)

Paul LeRoy Robeson [ˈɹoʊ̯bsn̩] (* 9. April 1898 in Princeton, New Jersey; † 23. Januar 1976 in Philadelphia, Pennsylvania) war ein US-amerikanischer Schauspieler, Sänger, Sportler, Autor und Bürgerrechtler. Er war der Ehemann der Anthropologin und Bürgerrechtlerin Eslanda Goode Robeson.

## Leben
Paul Robeson war der Ururenkel des Bäckers von George Washington und das jüngste von sieben Kindern von Maria Louisa Bustill und Reverend William Drew Robeson, einem ehemaligen Sklaven. Sein Vater konnte als junger Mann der Sklaverei in North Carolina, im Martin County, in den Norden entkommen. Robeson besuchte gegen den ausdrücklichen Wunsch der Familie, die eine historisch-afroamerikanische Hochschule (HBCU) bevorzugt hätte, die Rutgers University als Stipendiat von 1915 bis 1919. Er spielte dort American Football, Baseball sowie Basketball und betrieb Leichtathletik. Er wurde in allen Sportarten neben außerordentlichen musischen und akademischen Erfolgen mit insgesamt zwölf Varsity Letters ausgezeichnet. Insbesondere sein Footballspiel fand landesweite Anerkennung: Er wurde von Frank Menke (1917 und 1918) sowie von Walter Camp (1918) als erster Football-Spieler seiner Universität zum All-American auf seiner Spielposition (End) gekürt. Er wurde für seine Leistungen 1995 posthum in die College Football Hall of Fame aufgenommen. 1921 und 1922 spielte er Profi-Football, zunächst für die Hammond Pros und dann für die Akron Pros in der American Professional Football Association (Vorgänger der National Football League, NFL), später bei den Milwaukee Badgers in der NFL. Insgesamt kam Robeson zu 15 Einsätzen. Er erhielt bis zu 500 Dollar pro Spiel. Nach seiner akademischen Ausbildung an der Rutgers University begann Robeson ein Jurastudium an der Columbia University, das er mit seinen Einnahmen aus dem Profifootball finanzieren konnte. Er schloss es 1923 ab.
Bereits im folgenden Jahr trat Robeson als Schauspieler in dem Stück All God’s Chillun Got Wings von Eugene O’Neill auf und erhielt dann eine führende Rolle in dessen Stück Emperor Jones. Die Rolle des Othello war Robesons bedeutendste am Broadway. Schon 1925 trat er in einem Stummfilm auf, Oscar Micheauxs Body and Soul. Aus Gefälligkeit wirkte er dann mit seiner Frau Eslanda und der Dichterin H. D. 1930 in Kenneth MacPhersons künstlerischem Film Borderline mit, anschließend drehte er, beginnend mit Kaiser Jones (1933), eine Reihe kommerzieller Filme. Aus dem Rahmen fällt seine Rolle als Erzähler in Joris Ivens’ Film Das Lied der Ströme (DEFA, DDR 1953/54). Seine Bass-Gesangsstimme brachte er 1932 bei seinem ersten Auftritt in einem Broadway-Musical, Show Boat, zum Einsatz, wofür er stehende Ovationen erhielt. Durch die Rolle des Joe und den Hit Ol’ Man River in der Universal-Pictures-Verfilmung des Musicals wurde er 1936 einem breiteren Publikum bekannt und zu einem der führenden Bühnen- und Filmschauspieler.
Er lebte von 1927 bis 1939 in London, wo er unter dem Einfluss von George Bernard Shaw und führenden britischen Politikern der Labour Party (Stafford Cripps, Clement Attlee) und der Kommunisten (Harry Pollitt) zum überzeugten Sozialisten wurde. Er las Marx und Engels, Lenin und Stalin im Original und erhielt von Iwan Maiski, dem sowjetischen Botschafter in London, Erklärungen zur sowjetischen Gesellschaft. Robeson war Kommunist, trat jedoch nie einer Partei bei. 1934 besuchte das Ehepaar Robeson die Sowjetunion, sie galten in der Folge als Stalin-Sympathisanten. Zwei Brüder seiner Frau Eslanda Goode, John und Frank Goode, lebten in der Sowjetunion. Robeson empfand die Sowjetunion als Befreiung und als wahrhaft menschliche Gesellschaft. Er bekannte gegenüber Sergei Eisenstein: “Here, for the first time, I walk in human dignity” („Hier kann ich mich erstmals menschenwürdig bewegen“). 1936/37 sang er für die Internationalen Brigaden in Spanien. 1939 wurde mit Paul Robeson in der Hauptrolle die Kantate Ballad for Americans von John La Touche (Text) und Earl Robinson (Musik) im CBS-Rundfunksender aufgeführt. Der kenianische Freiheitskämpfer und spätere Präsident Jomo Kenyatta, der zu der Zeit in London lebte, spielte 1940 als Gelegenheitsjob in Sanders of the River mit Paul Robeson. Robeson wurde zum wichtigsten Mentor des jungen Harry Belafonte, der Anfang der 1950er Jahre zu einem der beliebtesten schwarzen Unterhaltungsstars wurde, aber auch zu einem Protagonisten der afroamerikanischen Bürgerrechtsbewegung. Belafonte berief sich künstlerisch wie politisch auf Robeson.
In der McCarthy-Ära wurde Robeson der Reisepass entzogen, seine Schallplatten verschwanden aus den Läden, sein Name kam auf Schwarze Listen, was einem Auftrittsverbot in den Vereinigten Staaten gleichkam. Internationale Komitees bildeten sich, die Reisefreiheit für Robeson forderten, besonders in Großbritannien. So organisierten Abgeordnete des britischen Unterhauses im Mai 1957 in London ein „transnationales“ Konzert über Telefon in die Londoner St. Pancras Town Hall. Ein weiteres Konzert über Telefon organisierten walisische Bergarbeiter im folgenden Herbst, zu denen Robeson seit den 1920er Jahren eine enge Verbindung aufgebaut hatte. Erst 1958 durfte er wieder ausreisen. Daraufhin spielte er in England wieder den Othello und hatte 1960 auch einen Auftritt in der DDR, in der Robeson gefeiert und vielfach ausgezeichnet wurde als „Verkörperung des ‚anderen‘ Amerika“ und in die er 1964 für eine ärztliche Behandlung zurückkehrte.
Paul Robeson wurde auf dem Ferncliff Cemetery in Hartsdale, New York beigesetzt.

## Ehrungen

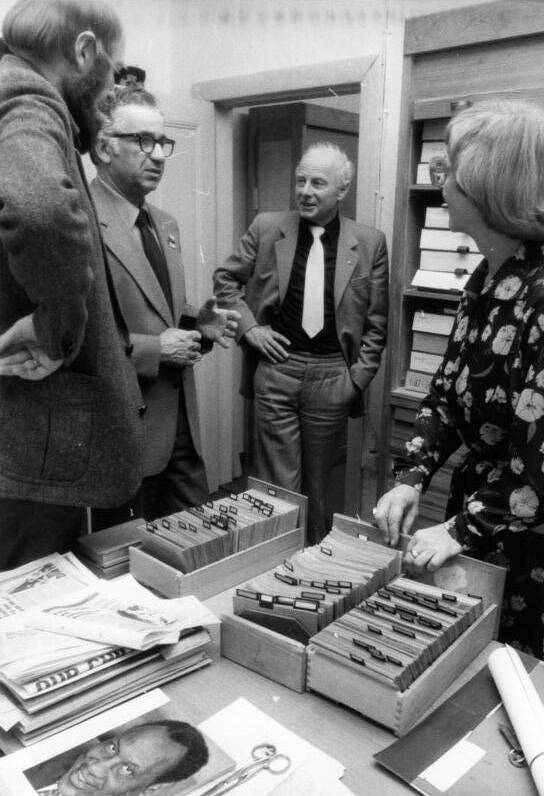
Der Robeson-Bestand im Archiv der Akademie der Künste der DDR, 1981

Robeson erhielt zahlreiche Ehrungen, so verlieh man ihm 1952 den Internationalen Stalinfriedenspreis und 1955 den Weltfriedenspreis. In der DDR war er seit 1956 Korrespondierendes Mitglied der Akademie der Künste der DDR, Sektion Darstellende Kunst. Am 5. Oktober 1960 verlieh die Philosophische Fakultät der Humboldt-Universität zu Berlin ihm die Ehrendoktorwürde. In Leipzig trägt eine Oberschule den Namen „Paul Robeson“,. Eine weitere Schule, die 20. POS trug in Berlin-Köpenick, Ortsteil Oberschöneweide bis nach der Wiedervereinigung 1990 und nach Umwandlung in ein Gymnasium bis 1997 seinen Namen. In Berlin-Prenzlauer Berg wurde 1978 die Stolpische Straße in „Paul-Robeson-Straße“ umbenannt.
1979 entstand ein Dokumentarfilm über ihn mit dem Titel Paul Robeson: Tribute to an Artist. Der von Sidney Poitier gesprochene Film gewann 1980 den Oscar als bester Dokumentar-Kurzfilm. 1990 wurde ein Dokumentarfilm von Kurt Tetzlaff: „I’m a Negro, I’m an American“, über Paul Robeson in der McCarthy-Ära geschaffen.
Die Manic Street Preachers widmeten ihm mit Let Robeson Sing einen Song. Die Band coverte außerdem Didn’t My Lord Deliver Daniel? einen spirituellen Song (Gospel), der auch von Robeson interpretiert wurde. Eric Bibb, Robesons Patenkind, und sein Vater Leon Bibb widmeten ihm die Platte Praising Peace – A Tribute to Paul Robeson. Die New Yorker Band The World/Inferno Friendship Society ehrte ihn auf ihrer Platte Speak of Brave Men EP und dem Album Red-Eyed Soul mit dem Song Paul Robeson.
An Paul Robeson erinnert heute ein musikalisches Theaterstück des britischen Schriftstellers und Sängers Tayo Aluko, der seit 2006 weltweit sein Einpersonenstück Call Mr. Robeson aufführt, in dem er Robeson selbst spielt, der sein Leben schildert und reflektiert.
E. L. Doctorow beschreibt in Das Buch Daniel das Konzert mit Paul Robeson in Peekskill, im Bundesstaat New York, nach dem es 1949 zu den Peekskill Riots kam und Besucher massiv beschimpft und körperlich bedroht wurden.
In der Sowjetunion wurde eine Tomatensorte nach ihm benannt: „Pol Robson“, eine dunkle, frühreife Stabtomate. Der Asteroid des inneren Hauptgürtels (2328) Robeson wurde nach ihm benannt. 2021 veröffentlichte der US-amerikanische Klarinettist John McCowen bei dem Label Superpang das Album Robeson Formants, auf dem er sich instrumental mit dem Timbre Robesons auseinandersetzt.

## Darstellung Robesons in der bildenden Kunst (Auswahl)
- Arno Mohr: Paul Robeson singt (Lithografie, 1960)[23]

- Herbert Nitzschke: Porträt Paul Robeson (Kreidezeichnung, 1953)[24]

## Veröffentlichungen (Auswahl)
- Negro Spirituals (7")
- The Incomparable Voice Of Paul Robeson auf His Master’s Voice
- Paul Robeson
- The Glorious Voice Of Paul Robeson
- At Carnegie Hall auf Vanguard Records

## Filmografie
- 1925: Body and Soul
- 1926: Camile (Kurzfilm)
- 1930: Borderline
- 1933: Kaiser Jones (The Emperor Jones)
- 1935: Bosambo
- 1936: Show Boat
- 1936: Song of Freedom
- 1937: Big Fella
- 1937: King Solomon’s Mines
- 1937: Jericho
- 1940: The Proud Valley
- 1942: Sechs Schicksale (Tales of Manhattan)
- 1954: Lied der Ströme

## Theater
- 1930: Eugene O’Neill: Kaiser Jones (Kaiser Jones) – Regie: James Light (Deutsches Künstlertheater Berlin)[25]

## Schriften
- Mein Lied – meine Waffe. Kongress-Verlag Berlin, 1958 (Originaltitel: Here I stand, übersetzt von Georg Friedrich Alexan).